# Tyśmienica (Polska)
Tyśmienica – wieś w Polsce położona w województwie lubelskim, w powiecie parczewskim, w gminie Parczew. Leży przy drodze wojewódzkiej nr 813, na lewym brzegu rzeki Tyśmienicy.
W latach 1867–1944 miejscowość była siedzibą gminy Tyśmienica. W latach 1975–1998 miejscowość administracyjnie należała do województwa bialskopodlaskiego.
Wieś stanowi sołectwo w gminie Parczew. Według Narodowego Spisu Powszechnego z roku 2011 wieś miała 580 mieszkańców.

## Historia
Początkowo wieś w części szlachecka, w części królewska. Pierwsza wzmianka o Tyśmienicy pochodzi z zapisów ksiąg sądowych z roku 1409. W roku 1442 odnotowana w spisie parafii w Łęcznej w ówczesnym powiecie lubelskim.
W drugiej połowie XVI wieku wieś w powiecie lubelskim województwa lubelskiego, była własnością Jana Gabriela Tęczyńskiego, który w 1547 roku zamienił m.in. Tyśmienicę za wsie królewskie.
Wieś królewska w starostwie parczewskim województwa lubelskiego w 1786 roku.
18 grudnia 1815 w Tyśmiennicy urodził się Jokob Freud, ojciec Sigmunda Freuda – austriackiego lekarza żydowskiego pochodzenia, neurologa, twórcy psychoanalizy.
Według spisu miast, wsi, osad Królestwa Polskiego z roku 1827 we wsi było 72 domostw zamieszkałych przez 413 mieszkańców. Spis z roku 1892 wykazał 78 domów i 726 mieszkańców.
Miejscowość jest siedzibą rzymskokatolickiej parafii św. Jana Chrzciciela.